# Reckless (I Don't Wanna)
Reckless (I Don't Wanna) — сингл з альбому Low Rider шведського панк-рок гурту No Fun at All. Перший трек також міститься в альбомі Low Rider.

## Список пісень
1. Reckless (I Don't Wanna)
2. Never Ending Stream (акустична версія)

## Персонал
- Інгемар Янссон - вокал
- Мікаель Даніельссон - гітара
- Крістер Йоханссон - гітара
- Стефан Нойман - бас-гітара
- К'єлл Рамстедт - ударні
- Jimmy Nygren - перкусія
- Fredrik Jansonn - акустична гітара